# Lükaón árkádiai király
Lükaón (görög betűkkel Λυκάων, latinosan Lycaon) az árkádiai város, Lükoszüra királya. Pelaszgosz fia, Kallisztó édesapja.

## Története

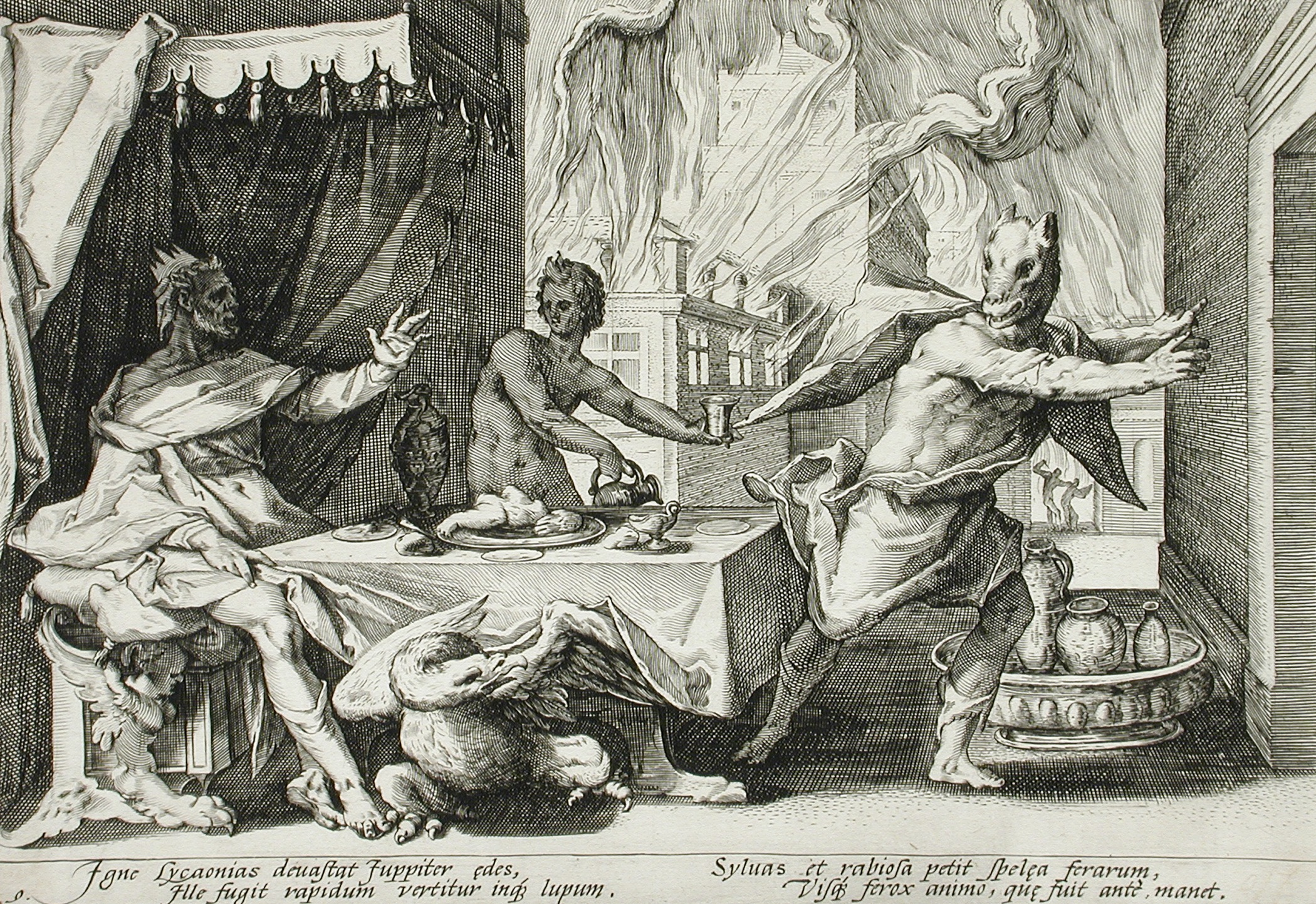
Hendrik Goltzius (1558-1617): Zeusz farkassá változtatja Lükaónt

Lükaónban kétségek ébredtek Zeusz mindenhatóságát illetően, mivel Zeusznak viszonya volt a lányával, Kallisztóval, ezért úgy döntött, próbára teszi a főisten mindentudását és meghívta egy vacsorára, ahol sült emberhúst tálalt fel vendégének. Zeusz persze még mielőtt megkóstolta volna a húst, rájött a cselre és hogy bebizonyítsa hatalmasságát, farkassá változtatta Lükaónt, aki ezután valahányszor emberhúsra vágyik, saját életét kockáztatja.